# ال ویلار
ال ویلار (به لاتین: El Vilar) یک روستا در آندورا با جمعیت ۱۱ نفر است که در کانیلو واقع شده‌است.